# Li Jiaman
Dans ce nom chinois, le nom de famille, Li, précède le nom personnel.
Pour les articles homonymes, voir Li.
Li Jiaman (chinois : 李佳蔓 ; pinyin : Lǐ Jiāmàn), née le 18 août 1997, est une archère chinoise.

## Carrière
Seule athlète chinoise en tir à l'arc aux Jeux olympiques de la jeunesse de 2014, elle remporte la médaille d'or par équipes mixte avec le Philippin Luis Gabriel Moreno ainsi que l'or en individuel filles.
Lors des Jeux asiatiques de 2022 ayant eu lieu en octobre 2023, elle remporte l'argent par équipes et le bronze en individuel.
Aux Jeux olympiques d'été de 2024, elle remporte la médaille d'argent par équipes, battue en finale avec ses coéquipières par les Sud-Coréennes.

## Palmarès

### Jeux olympiques
- Jeux olympiques d'été de 2024 à Paris :
  -  médaille d'argent par équipes féminine

### Jeux asiatiques
- Jeux asiatiques de 2022 à Hangzhou :
  -  médaille d'argent par équipes féminine
  -  médaille de bronze en individuel

### Jeux olympiques de la jeunesse
- Jeux olympiques de la jeunesse de 2014 à Nankin :
  -  médaille d'or en individuel
  -  médaille d'or par équipes mixte